# Companyia de Maria de Calella
La Companyia de Maria de Calella és una obra del municipi de Calella (Maresme) inclosa en l'Inventari del Patrimoni Arquitectònic de Catalunya.

## Descripció
Edifici situat entre el carrer de les Ànimes i el de Sant Pere, molt a prop de la carretera de Sant Jaume. De grans dimensions és el convent de religioses de la Companyia de Maria i escola de Santa Maria de Lestonac. Fou construït l'any 1870, de forma austera amb elements d'estil historicista -arcuacions llombardes, rosetó i arc de la portalada de l'església-. Pel context social i polític en què fou construït, sota els efectes de l'eufòria republicana el 1868, l'edifici sembla una gran fortalesa.

## Història
El 8 de gener de 1862 arribaren a Calella cinc religioses que establiren la fundació de la Companyia de Maria, a través de la calellenca Maria Xampeny, i projectaren un col·legi a la vila. La comunitat estrenà el convent actual el 25 de juny de 1870. No obstant l'església no fou consagrada fins al 30 d'abril de 1881.